# 연예 매체
연예 매체(演藝媒體) 또는 연예 뉴스(Entertainment News)는 연예와 문화의 정보 소식를 알리는 구체적으로 정기간행물(신문 & 잡지), 텔레비전 방송, 라디오 방송, 인터넷 언론 등 해당된다.

## 변천사
과거에는 20세기때 신문과 방송을 통해, 연예계 소식의 전할 수 있는 대중적인 호평을 받았다가, 정보화 시대를 들어서 뉴미디어에 1990년대 중후반 PC통신이 등장으로, 2000년대에 초고속인터넷의 빠르게 확산되고, 포털 검색에 온라인 뉴스를 통해, 2010년대에 스마트폰 보급 확산에 소셜 미디어, 유튜브 서비스를 통해 연예 뉴스의 전할 수 있지만, 2020년대 이후에 각 지상파 방송사들의 연예 정보 프로그램 폐지되고 명맥을 끊기게 된다.

## 대한민국

### 현재
정기간행물
- 스포츠서울
- 스포츠조선
- 일간스포츠
- 일요신문
- 일요서울
- 한국연예스포츠신문 (인터넷신문)

텔레비전 프로그램
- 독특한 연예뉴스 (OBS 경인TV)
- 연예매거진 - 좋은 일, 나쁜 일, 수상한 일 (OBS 경인TV)
- 한밤 (유튜브 채널)

포털사이트
- 네이버 TV연예
- 다음연예

### 과거
정기간행물
- 스포츠투데이
- TV 가이드

텔레비전 프로그램
- 연예가중계 (KBS 2TV)
- 특종! TV 연예 (MBC)
- 특종 연예시티 (MBC)
- 생방송 데이트 11 (MBC)
- 섹션TV 파워통신 → 섹션TV 연예통신 (MBC)
- 독점! 연예정보 (SBS)
- 한밤의 TV연예 (SBS)
- 본격연예 한밤 (SBS)
- 연예 in TV (TV조선)
- 생방송 오픈스튜디오 (채널A)
- 특종! TV연예 (MBC)
- 연예특종 (JTBC)
- 와이드 연예뉴스 (Mnet)
- tvN e News (tvN)
- KBS 아침 뉴스타임 - 연예수첩 (KBS 2TV)
  - 주간연예수첩 (KBS 2TV)
- 연중 라이브 (KBS 2TV)

## 미국
- 액세스 할리우드 (NBC)

## 같이 보기
- 연예인
- 연예
- 오락

1. ↑  대한민국에서 2016년 한밤의 TV연예, 2019년 연예가 중계, 2020년 섹션TV 연예통신은 폐지되었으며, 2016년 본격연예 한밤, 2020년 연중 플러스는 다시 부활했지만 2016년부터 2020년까지 본격연예 한밤, 2020년부터 2023년까지 연중플러스 역사의 뒤안길로 지상파 연예 정보 프로그램 편성을 사라졌고, 현재 기준으로 OBS경인TV의 독특한 연예뉴스만이 연예정보 TV 프로그램의 명맥을 잇고 있다.